# Rébecca (Bible)
Pour les articles homonymes, voir Rebecca.
Rébecca (hébreu : רבקה, Rivqah) est un personnage de la Genèse, le premier livre de la Bible. Elle est la fille de Betouel, la femme d'Isaac et la mère de Jacob et d'Ésaü. Elle est l'une des quatre matriarches.

## Récit biblique
Rébecca est la fille de Betouel, lui-même fils de Nahor et neveu d'Abraham.
Un jour, Abraham, vieilli, demande à son plus ancien serviteur Éliézer de Damas de ramener de son pays une femme de sa famille pour Isaac. Le serviteur part pour Aram avec dix chameaux chargés de présents. Là, le soir venu, il fait s'accroupir ses chameaux près d'un puits où il peut voir les femmes qui viennent puiser de l'eau. Il prie Dieu pour qu'une femme lui donne à boire et abreuve ses chameaux et voit Rébecca, très belle et vierge qui remplit sa cruche. Il lui demande à boire et elle accepte de lui donner à boire puis remplit spontanément l'abreuvoir pour désaltérer ses chameaux. Quand les chameaux sont désaltérés, il prend un anneau de nez et deux bracelets et les offre à Rébecca. Le serviteur d'Abraham lui demande son identité et s'il y a de la place dans la maison de son père pour y passer la nuit. Rébecca lui donne son identité et lui offre l'hospitalité, puis informe sa famille. Laban, le frère de Rébecca, court voir le serviteur d'Abraham après avoir vu l'anneau de nez et les bracelets de sa sœur et l'invite chez lui. Chez eux, Laban, frère de Rébecca, et son père Bethuel, acceptent qu'elle devienne femme d'Isaac. Avant de manger, le serviteur d'Abraham demande à parler, explique la mission que lui a confiée Abraham, offre de nombreux présents à Rébecca et à toute sa famille et après cela, le repas commence. Le serviteur d'Abraham désire repartir le lendemain ; la famille de Rébecca demande un délai de dix jours. Le serviteur d'Abraham insiste et la famille de Rébecca lui demande son avis : Rébecca accepte de partir. Dès leur retour, Isaac aime et épouse Rébecca. Rébecca épouse Isaac âgé de quarante ans.

Rébecca en Aram
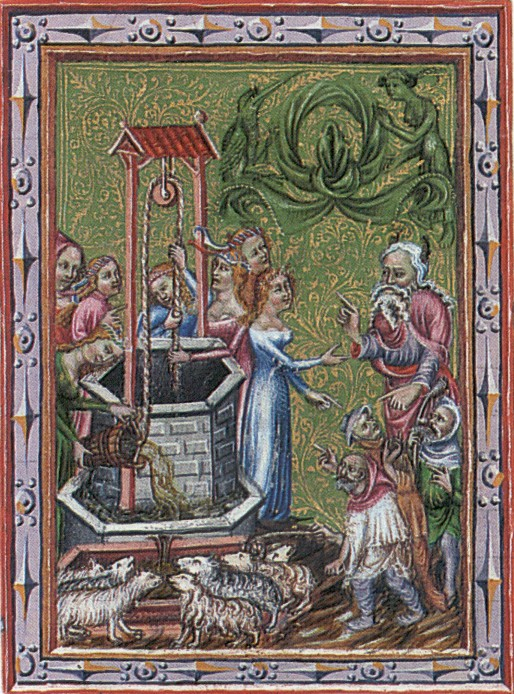
Rencontre au puits d'Haran Bible de Wenceslas, XIVe siècle Bibliothèque nationale autrichienne
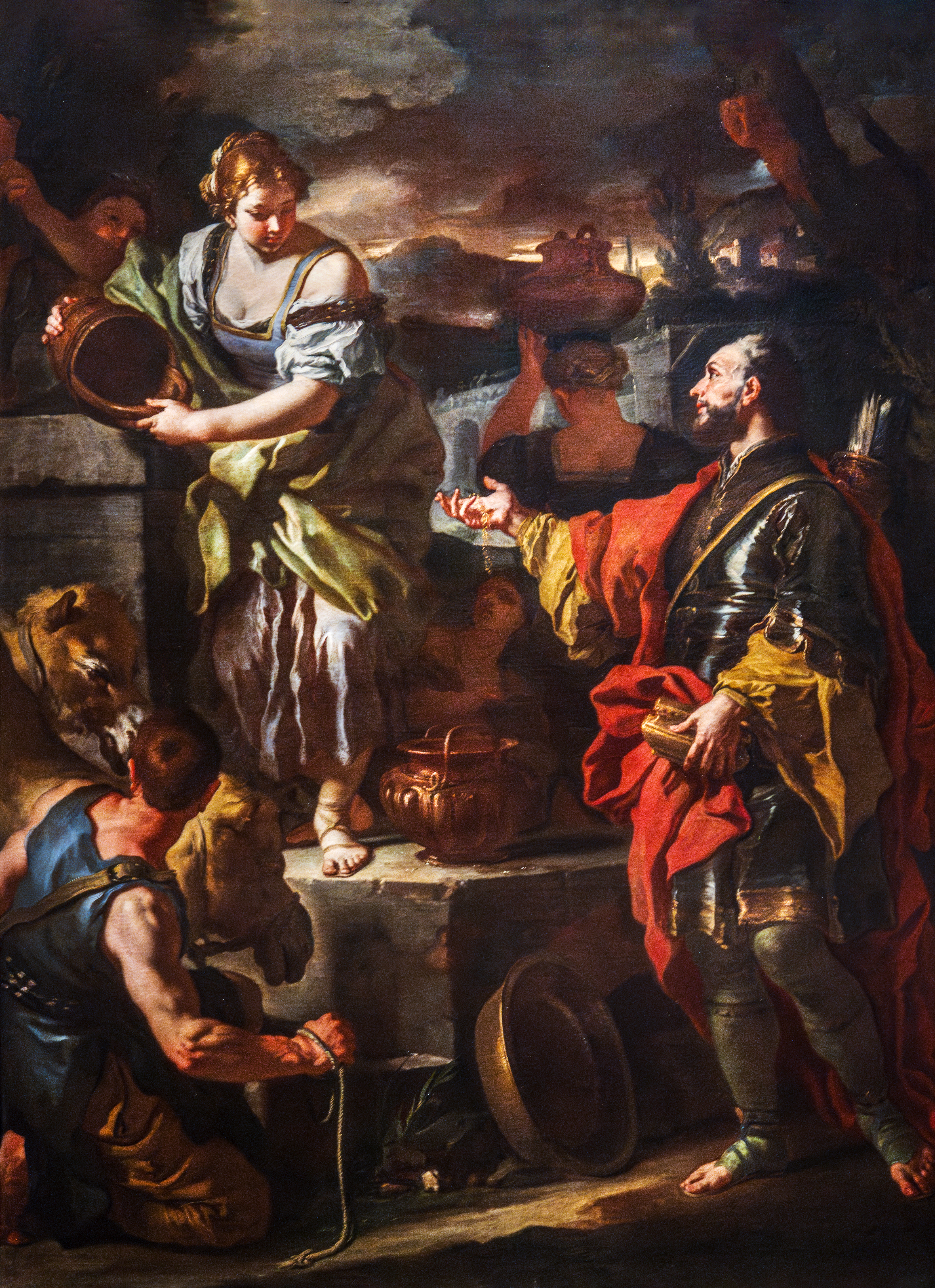
Rébecca et le serviteur d'Abraham Francesco Solimena Galeries de l'Académie de Venise
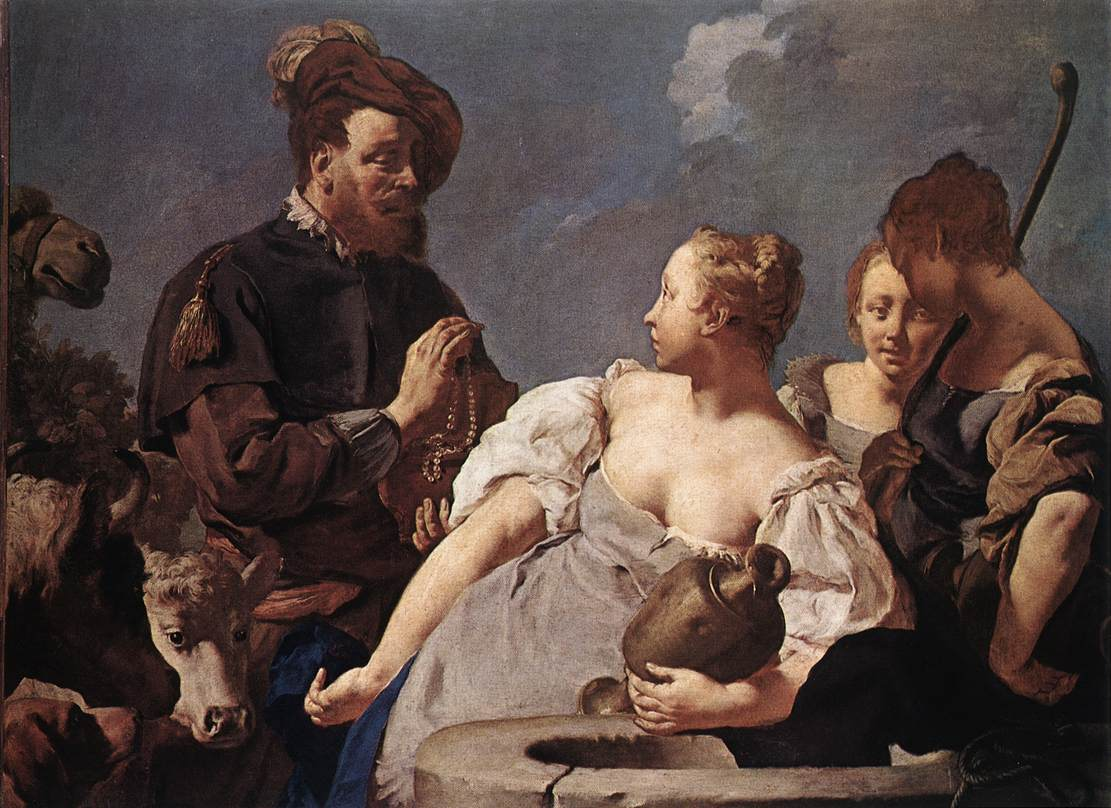
Rébecca au puits d'Haran Giovanni Battista Piazzetta, vers 1740
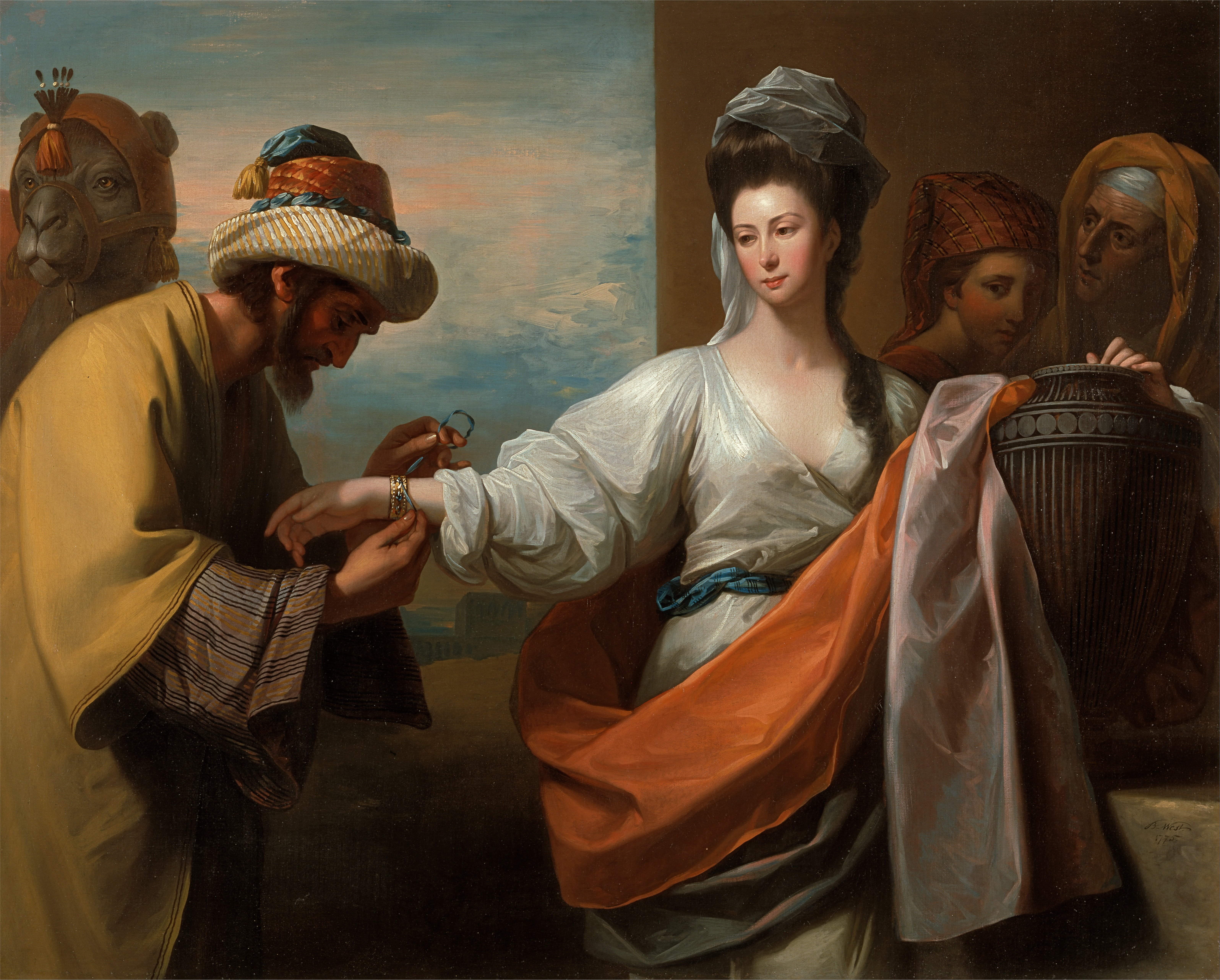
Le serviteur d'Isaac attachant le bracelet au bras de Rébecca Benjamin West, 1775 Centre d'art britannique de Yale
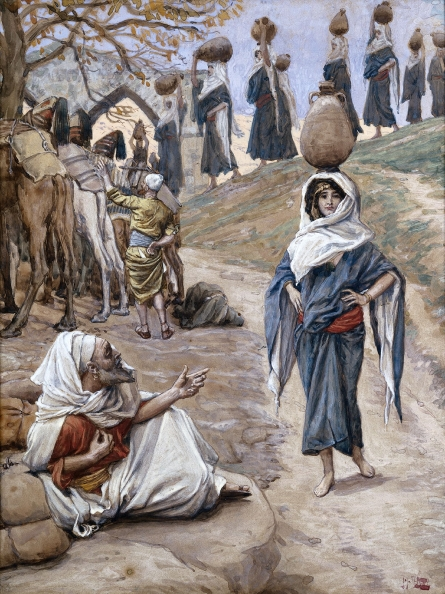
Le Serviteur d'Abraham rencontre Rébecca James Tissot, 1836-1902 Musée juif (New York)
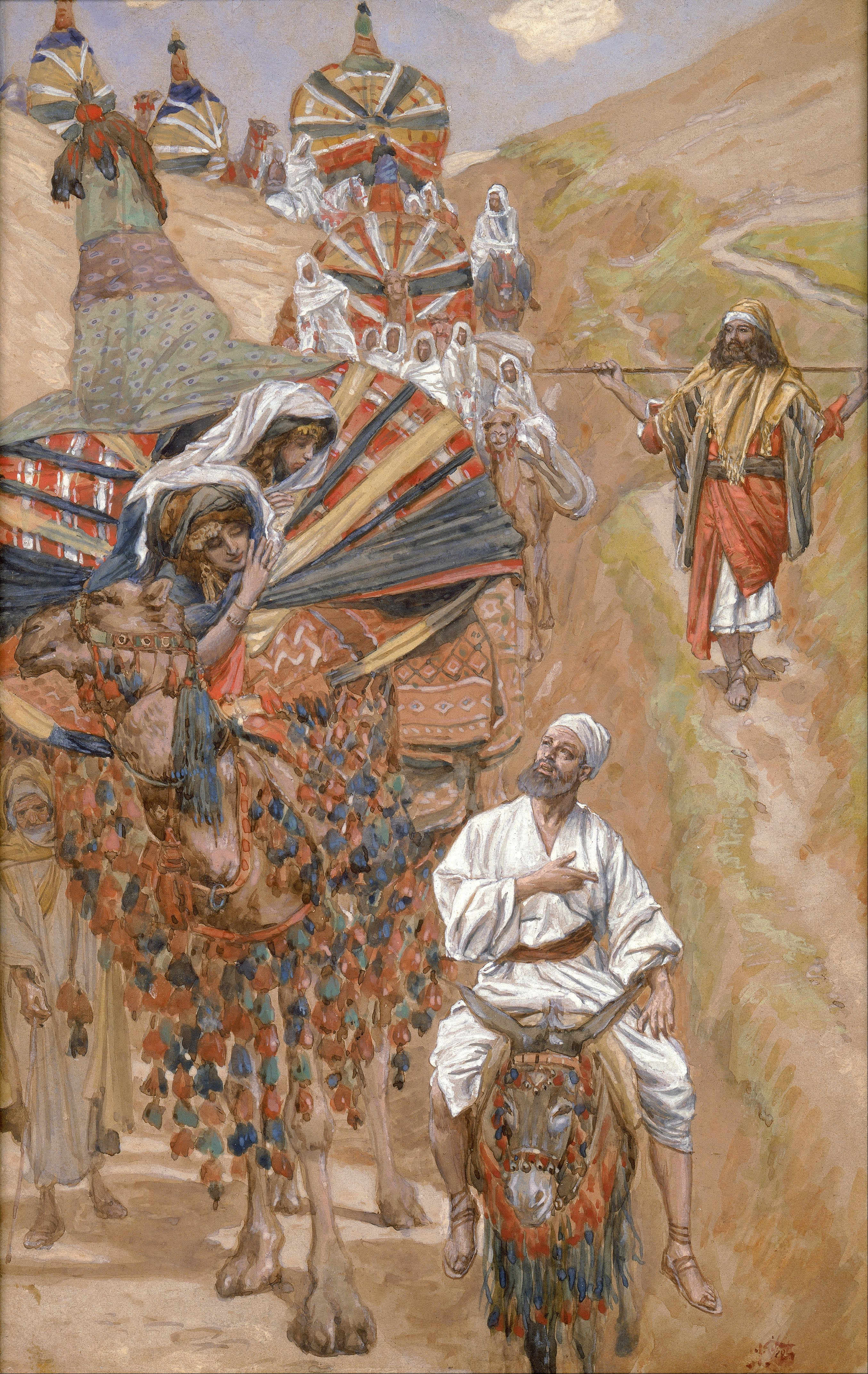
Rébecca rencontre opportunément Isaac James Tissot, 1836-1902 Musée juif (New York)

Rébecca reste longtemps infertile. Isaac implore Dieu et elle est enceinte de jumeaux. Sa grossesse est pénible, parce que les deux enfants se battent dans son sein. Dieu lui prédit que deux nations seront issues de ces deux garçons et que l'aîné servira le cadet. Rébecca donne le jour à Esaü (l'aîné) et à Jacob alors qu'Isaac est âgé de soixante ans. Rébecca aime Jacob, tandis qu'Isaac aime Ésaü. Pour fuir une famine Rébecca et Isaac vont à Guérar chez le roi Abimélech. Isaac fait passer Rébecca pour sa sœur Abimélech s'en rend compte et en fait le reproche à Isaac. Isaac devient riche. Les Philistins le jalousent, des querelles sur les puits d'eau surgissent et finalement Abimélech demande à Isaac de partir. Des midrashim identifient cet Abimélech à Benmélech, fils de l'Abimélech, rencontré par Abraham,. Par la suite, Rébecca apprend que le vieil Isaac veut octroyer une bénédiction à son aîné Ésaü, parti à la chasse ; elle le dit au cadet Jacob. Elle aide Jacob, son fils préféré, à usurper la bénédiction qu'Isaac devait donner à Esaü. Rébecca habille Jacob des vêtements d'Ésaü, lui couvre les mains et le cou de peaux de chevreaux pour imiter l'aspect velu d'Ésaü et place dans la main de Jacob le plat savoureux et le pain qu'elle a préparés. Isaac prend Jacob pour Ésaü et le bénit.
Selon la tradition, Rébecca est enterrée à côté d'Isaac dans le tombeau des Patriarches à Hébron, dans la grotte du champ de Makpéla acquise comme propriété funéraire par Abraham auprès d'Ephron le Hittite.

## Postérité

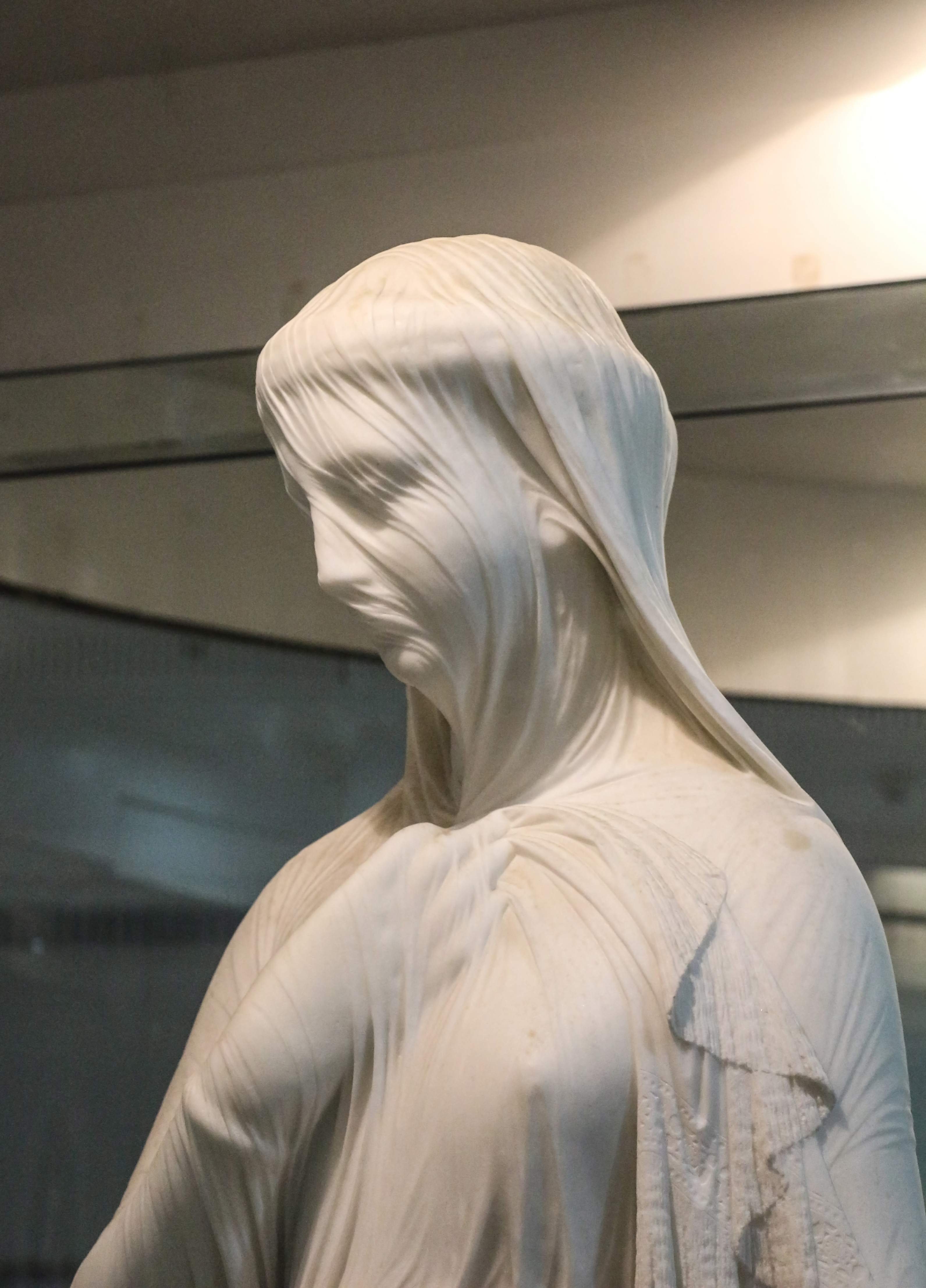
La Rébecca voilée vue par G. M. Benzoni au XIXE s.

### Art contemporain
- Rébecca figure parmi les 1 038 femmes référencées dans l'œuvre d’art contemporain The Dinner Party (1979) de Judy Chicago. Son nom y est associé à Judith[48],[49].